# Kayano Gonbei
Kayano Gonbei (萱野 権兵衛, 1830-27 juin 1869) était un samouraï de la fin de l'époque d'Edo qui servait le clan Matsudaira d'Aizu. Il était karō dans l'administration du domaine d'Aizu. Kayano fut un militaire de haut rang pendant la guerre de Boshin, il fut emprisonné par le gouvernement de Meiji et plus tard poussé à se suicider à Tokyo.